# Petibonum
Pour l’article homonyme, voir Petibonum (Astérix).
Pour l’article ayant un titre homophone, voir Petit bonhomme.
Petibonum est un des pseudonymes du musicien belge Frédéric De Backer (Fred Baker), en collaboration avec Victor Lautrec.
Le style trance est axé principalement vers un style melodic trance avec des titres rendus célèbres comme Once Upon a Time / Little Prince sorti en 2004 chez Captivating Sounds, ou encore Little Planet en 2005, toujours chez Captivating Sounds (contient notamment un remix de Fred Baker & Vincent Gorczak).